# Copa de Kassel

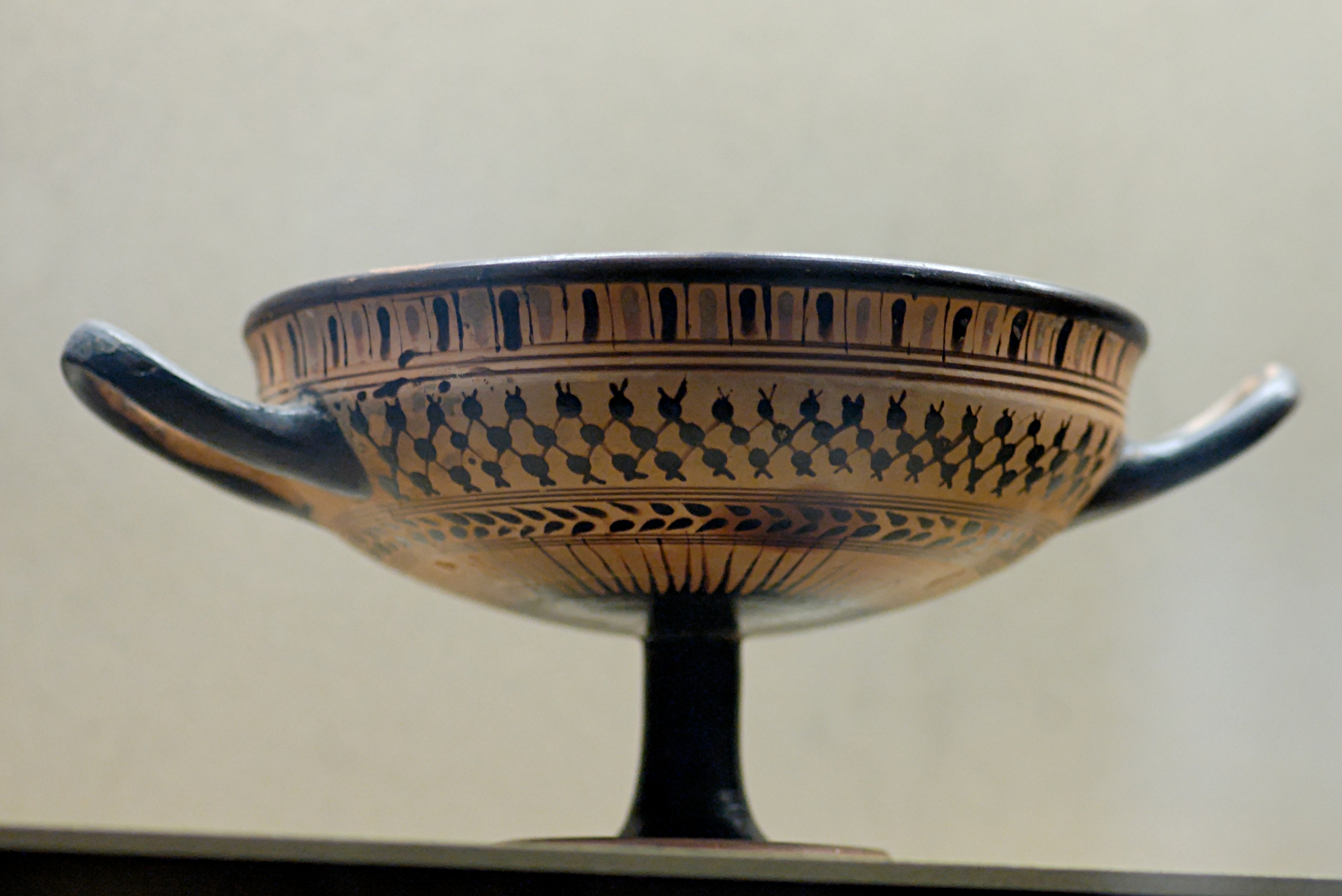
Copa Kassel, c. 540 a. C., Museo del Louvre, inv. E 673.

Las copas de Kassel son un tipo específico de copas de los pequeños maestros, producidas en Atenas alrededor del 540 al 520 a. C. Las copas de Kassel son bastante similares a las copas de bandas pero más aplanadas superficiales y normalmente de menor tamaño. El labio y el cuerpo del vaso suelen estar decorados con simples patrones de bandas y lengüetas. Normalmente, hay motivos de llamas en el labio y  rayas en el cuerpo. Presentan rayaduras en el  por encima del pie clásico de  las copas de los pequeños maestros. Algunos pintores agregaron figuras con siluetas en la zona del asa. Todas fueron ejecutadas en un corto período de tiempo, comprendido en los treinta últimos años del siglo VI a. C., pero el patrón de decoración está vinculado con las copas de Siana, más que con la copas de los Pequeños maestros. Las 
lengüetas sobre el labio  y los frisos animales de bella calidad bastan para evidenciar este nexo.
El nombre deriva de una pieza encontrada en Samos en 1898, y expuesta en Kassel hasta su destrucción en 1945.